# Sordello
Pour les articles homonymes, voir Sordel.
Sordello est un poème du poète victorien Robert Browning. Il s'agit d'une reconstruction imaginaire de la vie de Sordel, un troubadour de Lombardie du XIIIe siècle.
Écrit entre 1836 et 1840, après un séjour en Italie où Robert Browning visite Vicence, Padoue, Venise, Vérone en quête de couleur locale, le poème est publié en mars 1840.

## Sordello da Goito
D’après ce qui est connu de l’existence de Sordel, peu de choses justifient vraiment l'idéalisation dont l'ont paré plus tard les poètes, Dante d'abord, puis Robert Browning, et enfin, Oscar Wilde. Et ceci, en dépit du fait qu’il ait été le plus célèbre des troubadours italiens. Vers 1220 il prend part à une rixe dans une taverne de Florence et en 1226, tandis qu’il est à la cour de Richard de Sambonifacio à Vérone, il enlève la fille de son maître, Cunizza, à la demande du frère de cette dernière, Ezzelino III da Romano. Le scandale l’amène à s’enfuir en Provence où il semble rester un certain temps. Il se met au service de Charles d’Anjou et l’accompagne probablement en 1265 lors de son expédition à Naples. En 1266, il est fait prisonnier dans cette ville. Le dernier document le concernant date de 1269 : il est censé être décédé en Provence. Sa présence dans le Purgatoire de Dante au milieu des âmes de ceux qui, bien que rachetés, n’ont pas eu le temps de se confesser à cause d’une mort soudaine, suggère qu’il ait été assassiné, bien que cela ne puisse être qu’une conjecture de la part du poète.

## Présentation du poème
Gestation
Pendant son voyage de trois mois, durant lequel il visite Vicence, Padoue, Venise, Vérone en quête de couleur locale, Browning n'écrit que quatre lignes. De retour en Angleterre cependant, il travaille au poème pendant l'année et demi qui suit. 
Sordello est publié en mars 1840 par Edward Moxon (l'éditeur de Tennyson), à compte d'auteur financé par le père du poète.
Robert Browning aurait étudié pour écrire le poème la totalité des chroniques présentes au British Museum portant sur cette période de l'histoire de l'Italie. Le poème, cependant, est très loin de la réalité historique. Car, ainsi que Robert Browning l'a précisé en 1863, « La décoration historique n'avait à dessein pas plus d'importance que ne le demande un arrière-plan ; et c'est sur les incidents dans l'évolution d'une âme que j'ai voulu insister : car peu d'autres choses ne mérite d'être étudié. »,.